# Associazione Calcio Bellaria Igea Marina 2003-2004
Questa voce raccoglie le informazioni riguardanti l'Associazione Calcio Bellaria Igea Marina nelle competizioni ufficiali della stagione 2003-2004.

## Rosa
| N. |                   | Ruolo | Calciatore           |
| -- | ----------------- | ----- | -------------------- |
|    | Italia (bandiera) | A     | Marco Agostinelli    |
|    | Italia (bandiera) | D     | Fabrizio Albonetti   |
|    | Italia (bandiera) | C     | Luca Bartolini       |
|    | Italia (bandiera) | D     | Jonny Bertozzi       |
|    | Italia (bandiera) | A     | Alessandro Biserna   |
|    | Italia (bandiera) | A     | Roberto Castorina    |
|    | Italia (bandiera) | A     | Giovanni Ceccarelli  |
|    | Italia (bandiera) | A     | Fabio Ceschi         |
|    | Italia (bandiera) | D     | Alessio Cicchetti    |
|    | Italia (bandiera) | C     | Fabio Dall'Ara       |
|    | Italia (bandiera) | D     | Augusto Di Muri      |
|    | Italia (bandiera) | C     | Stefano Fabbri       |
|    | Italia (bandiera) | C     | Stefano Fattori      |
|    | Italia (bandiera) | A     | Marco Gabbriellini   |
|    | Italia (bandiera) | A     | Christian Longobardi |

| N. |                   | Ruolo | Calciatore        |
| -- | ----------------- | ----- | ----------------- |
|    | Italia (bandiera) | D     | Sandro Macerata   |
|    | Italia (bandiera) | A     | Beniamino Liberti |
|    | Italia (bandiera) | C     | Bruno Maggi       |
|    | Italia (bandiera) | D     | Filippo Medri     |
|    | Italia (bandiera) | D     | Diego Nanni       |
|    | Italia (bandiera) | P     | Alberto Pomini    |
|    | Italia (bandiera) | A     | Stefano Roncarati |
|    | Italia (bandiera) | C     | Matteo Rossi      |
|    | Italia (bandiera) | C     | Paolo Rossi       |
|    | Italia (bandiera) | D     | Fabrizio Salvigni |
|    | Italia (bandiera) | P     | Filippo Spitoni   |
|    | Italia (bandiera) | D     | Ivan Tosi         |
|    | Italia (bandiera) | C     | Luca Valeri       |
|    | Italia (bandiera) | C     | Simone Viroli     |